# Huwawa
Huwawa (sumeryjski; akad. Humbaba) – w mitologii Mezopotamii potwór, przeciwnik Gilgamesza.

## Postać
Huwawa zamieszkiwał krainę cedrów, której strzegł. Funkcję strażnika pełnił na polecenie Enlila. Miał postać olbrzyma, a ciało jego chroniło siedem warstw przerażającego blasku. Enkidu tak opisuje jego wygląd:

To wojownik – jego zęby są zębami smoka,
jego twarz – twarzą lwa,
jego ryk jest jak nacierająca woda potopu!

Enkidu uważa też, że nikt nie mógłby uciec przed Huwawą. Potwora przedstawiano jako postać o ciele człowieka, straszliwej twarzy z długimi włosami i wąsami, lwich pazurach.

## Gilgamesz i kraina życia
Jeden z mitów, zachowany w tekście Gilgamesz i kraina życia, opowiada, jak Gilgamesz, władca Uruk, wyruszył na wyprawę, marząc o wielkim cedrze. W końcu go znalazł w krainie cedrów:

(...) po przekroczeniu siódmej góry
znalazł cedr swego serca!

Bohater ściął drzewo, a przyjaciel Gilgamesza Enkidu pomagał mu, odrąbując gałęzie. Jednakże strażnikiem tej krainy z nakazu bogów był potwór Huwawa. Czyn króla Uruk zaniepokoił go, w związku z czym zesłał on nań głęboki sen. Enkidu próbował zbudzić swego przyjaciela, co mu się udało. Gilgamesz ubrał się w odświętną szatę i złożył przysięgę na życie swej matki, Ninsun, i ojca, Lugalbandy, że pozbawi życia potwora, w nadziei, że zyska w ten sposób sławę. Przyrzekł nie wracać do swego miasta, dopóki nie pokona Huwawy, nawet w przypadku, gdyby okazał się on bogiem. Wtedy Enkidu podjął próbę odciągnięcia swego towarzysza od tego zamiaru, opisując mu wygląd potwora. Jednak syn Ninsun nie przestraszył się.
Władca Uruk znalazł potwora. Odbyła się między nimi konwersacja, której treść Szarzyńska uważa na niejasną. W każdym razie po jej zakończeniu Gilgamesz zniszczył siedem cedrów, które strzegły domostwa wroga. Następnie wstąpił do jego domu i przyparł potwora do ściany. Uderzył go w policzek i spętał, zakładając mu też kółko do nosa, jak ujarzmionemu bykowi. Potwór, szczękając zębami, poprosił o pozwolenie na wygłoszenie słów do bóstwa Utu. Następnie jął prosić Gilgamesza, kląć się na ziemię, niebo i podziemia, aż zmiękczył jego serce. Syn Lugalbandy wyrzekł słowa:

(...) puść schwytanego ptaka, niech idzie do swego domu,
puść pojmanego wojownika, niech wraca na łono swej matki.

Enkidu przypomniał jednak Gilgameszowi o przysiędze. Jeśli Huwawa odzyska wolność, Gilgamesz nie będzie mógł wrócić do swego miasta. Potwór zwrócił się z wyrzutem do Enkidu, ale ten przeciął mu szyję.
Wojownicy schowali odciętą głowę Huwawy w sakwie, którą zdeponowali przed Enlilem. Bóstwo zapłonęło gniewem. Przeklęło morderców. Za karę za „położenie na potworze ręki” i „zniszczenie jego imienia” Enlil obiecał im spiekotę palącą twarze oraz ogień pochłaniający ich jedzenie i nawet wodę, którą chcieliby wypić. Z drugiej strony ofiarował Gilgameszowi siedem promieni, by ochraniały go, gdy będzie wracał.
Sumerowie inaczej oceniali Gilgamesza, uznając, że zachował się bohatersko.

## Związki z innymi kulturami
Huwawa może być odpowiednikiem Humbana, bóstwa czczonego u Elamitów. Od postaci Hubaby wywodzi się Kombabos, strażnik występujący w późniejszej, pochodzącej z czasów hellenistycznych legendzie północnosyryjskiej.

## W sztuce
Zachowały się podobizny Huwawy. Jedna z nich widnieje na mierzącej 10,5 cm plakietce z terakoty, którą datuje się na okres Isin-Larca lub starobabiloński. Prócz takich plakietek potwór widnieje również na pieczęciach cylindrycznych. Przedmioty te wykonano w drugim i pierwszym tysiącleciu przed Chrystusem, zwłaszcza w okresie starobabilońskim. Babilońskie przedstawienia twarzy potwora wydają się mieć związek z wróżbiarstwem. Odczytano inskrypcje przepowiadające rewolucję, jeśli „jelita są jak Huwawa” bądź gdy kobieta „urodzi [dziecko] w kształcie Huwawy”. Niewykluczone, że podobizny głowy Hubaby pełniły funkcję talizmanów. Twarz potwora widnieje także w rzeźbie kamiennej u wejścia do świątyni w Tell al-Rimah. Również ona pochodzi z czasów starobabilońskich.